# 夏の嵐 (1956年の映画)
『夏の嵐』（なつのあらし）は、1956年（昭和31年）公開の日本映画。原作は芥川賞候補作にもなった深井迪子の同名小説。

## スタッフ
- 監督：中平康
- 助監督：中島義次
- 製作：高木雅行
- 脚色：長谷部慶次
- 撮影：横山実
- 美術：松山崇
- 音楽：眞鍋理一郎
- 録音：米津次男
- 照明：森年男

## キャスト
- 汐見洋：浅井義孝
- 北林谷栄：浅井みつ
- 小園蓉子：浅井妙子
- 北原三枝：浅井稜子
- 津川雅彦：浅井明
- 三橋達也：秋元啓司
- 藤代鮎子：牧（稜子の養母）
- 伊達信：教頭
- 金子信雄：城戸
- 堀込久子：深井家の女中
- 大靏義英：大門
- 山田禅二：用務員